# Ginnastica ai Giochi della III Olimpiade - Concorso a squadre
La competizione del Concorso a squadre di ginnastica dei Giochi della III Olimpiade si tenne dal 1º al 2 luglio 1904 al Francis Field della Washington University di Saint Louis.

## Risultato
Il concorso a squadre comprendeva tre prove di ginnastica, parallele, sbarra e cavallo con maniglie e tre prove di atletica, corsa sulle 100 iarde, salto in lungo e getto del peso. Ogni squadra era composta da sei atleti, al termine delle sei prove la somma complessiva dei risultati determinava la squadra vincente.
| Pos     | Atleta | Nazione       | Punti Totali | Punti Apparati | Punti 100 iarde | Punti Lungo | Punti Peso |
| ------- | --- | ------------- | ------------ | -------------- | --------------- | ----------- | ---------- |
| Oro     | Philadelphia Turngemeinde John Grieb Ernst Reckeweg Max Hess Anton Heida Philip Kassel Julius Lenhart                        | Squadra mista | 370,13       | 200,73         | 51,50           | 60,00       | 57,90      |
| Argento | New York Turnverein Art Rosenkampff Julian Schmitz Max Wolf Emil Beyer John Bissinger Otto Steffen                           | Stati Uniti   | 356,37       | 204,17         | 44,00           | 53,00       | 55,20      |
| Bronzo  | Central Turnverein Chicago Robert Maysack Philip Schuster Charles Krause Edward Siegler John Duha George Mayer               | Stati Uniti   | 352,79       | 190,89         | 47,00           | 57,60       | 57,30      |
| 4       | Concordia Turnverein St Louis Henry Weyland George Eyser Emil Alwell Voigt John Dellert George Stapf William Merz            | Stati Uniti   | 344,01       | 200,41         | 40,50           | 51,60       | 51,50      |
| 5       | South St Louis Turnverein John Laichinger Edward Tritschler Christian Deubler William Tritschler Andrew Neu Charles Umbs     | Squadra mista | 338,32       | 182,92         | 46,50           | 54,30       | 54,60      |
| 6       | Norwegier Turnverein Brooklyn Bergin Nilsen Oluf Landnes Oliver Olsen Charles Sorum Harry Hansen Ragnar Berg                 | Stati Uniti   | 338.00       | 183,80         | 47,50           | 55,10       | 51,60      |
| 7       | Turnverein Vorwärts Chicago Rudy Schrader James Dwyer Henry Kraft Jacob Hergenhahn Henry Koeder Theodore Gross               | Squadra mista | 329,68       | 181,68         | 42,00           | 52,00       | 54,00      |
| 8       | Davenport Turngemeinde Bernard Berg Harry Warnken Phillip Sonntag Otto Neimand Leander Keim Reinhard Wagner                  | Stati Uniti   | 325,52       | 166,02         | 45,00           | 55,80       | 58,70      |
| 9       | La Salle Turnverein Chicago Walter Real Otto Feyder George Aschenbrener William Horschke Frank Schicke Emil Rothe            | Stati Uniti   | 318,13       | 171,63         | 45,00           | 52,70       | 48,80      |
| 10      | Passaic Turnverein M. Bascher M. Fischer P. Gussmann G. Hermerrling P. Ritter K. Roedek                                      | Stati Uniti   | 301,39       | 172,99         | 34,50           | 47,00       | 46,90      |
| 11      | Milwaukee Turnverein John Wassow Christian Sperl August Placke Louis Rathke Leo Hunger Robert Herrmann                       | Stati Uniti   | 286,97       | 140,57         | 41,00           | 51,60       | 53,80      |
| 12      | Socialer Turnverein Detroit William Friedrich John Miesel Otto Roissner Clarence Lidington Alvin Kritschmann Robert Reynolds | Stati Uniti   | 273,65       | 139,85         | 38,50           | 50,70       | 44,60      |
| 13      | Turnverein Vorwärts Cleveland Theodore Studier Paul Stendel Michael Lang William Berwald Ed Hennig Rudolf Krupitzer          | Stati Uniti   | 271,84       | 148,94         | 34,50           | 44,90       | 43,50      |